# Su-10
Su-10 (ros. Су-10, Produkt E) – prototypowy, radziecki, dzienny bombowiec z napędem odrzutowym zaprojektowany i wybudowany w biurze konstrukcyjnym Pawła Suchoja. Wyprodukowano jeden egzemplarz, jeszcze przed dokonaniem oblotu samolotu cały program został anulowany.

## Historia
Pod koniec 1945 roku biuro konstrukcyjne kierowane przez Pawła Suchoja przesłało do ludowego komisariatu przemysłu lotniczego, opracowany z własnej inicjatywy projekt nowego bombowca z napędem odrzutowym. Nowy samolot wzbudził na tyle duże zainteresowanie, że 26 lutego 1946 roku Rada Ministrów ZSRR zobowiązała Suchoja do opracowania nowej maszyny, której nadano symbol Su-10. Prototyp miał być gotowy w lutym 1947 roku. Samolot powstał według wymagań technicznych z 1946 roku na nowy średni bombowiec z napędem odrzutowym. Ten sam program budowy bombowca realizowano również w biurze konstrukcyjnym Iljuszyna, a rezultatem ich prac była maszyna Ił-22. Su-10 miał być bombowcem o maksymalnej masie startowej wynoszącej 14 500 kg, prędkości maksymalnej 850 km/h (na wysokości 8000 m), osiągającym pułap rzędu 11 100 metrów i maksymalnym udźwigu wynoszącym 2000 kg bomb. Obronne uzbrojenie strzeleckie składało się z jednego działka B-20 kalibru 20 mm. zamontowanego na stałe w dziobie maszyny, dwóch działek B-20 umieszczonych w wieżyczce na kadłubie oraz jednego ruchomego działka B-20 w ogonie samolotu. Pierwotnie nowa konstrukcja miała być napędzana czterema silnikami RD-10 (kopia niemieckiego Jumo 004B) jednak okazało się, że aby spełnić oczekiwania specyfikacji technicznej zakładającej osiągnięcie prędkości maksymalnej rzędu 850 km/h, moc czterech silników jest niewystarczająca. W maju 1946 roku podjęto decyzję o zwiększeniu liczby silników do sześciu. Weryfikowano ich różne rozmieszczenie, aby ostatecznie zaakceptować projekt, w którym umieszczono sześć silników w dwóch podskrzydłowych gondolach po trzy. Zrezygnowano również z kadłubowego stanowiska strzeleckiego obsługiwanego przez strzelca radiotelegrafiste na korzyść stanowiska zdalnie sterowanego. Wprowadzone zmiany były na tyle poważne, że zakładany termin rozpoczęcia prób w locie uległ przesunięciu na początek kwietnia 1947 roku. Wariant sześciosilnikowy nie zadowolił Ministerstwa Przemysłu Lotniczego, którego wiceminister S.N. Szyszkin nakazał przystosowanie Su-10 do czterech silniejszych jednostek napędowych TR-1 z osiowymi sprężarkami a następnie ich zmodernizowanej wersji TR-1A konstrukcji inżyniera Archipa Lulki. Zwiększono również wymagania dotyczące udźwigu przenoszonego uzbrojenia, które podwojono względem pierwotnego projektu. Zmieniono również uzbrojenie strzelecki. Z przodu kadłuba planowano umieścić nieruchome działko 23 mm NS-23 a z tyłu maszyny zdwojono działka B-20. Badania aerodynamiczne przeprowadzone na modelach maszyny w tunelu aerodynamicznym Centralnego Instytutu Aerohydrodynamicznego/CAGI (Центральный аэрогидродинамический институт) w Moskwie pozwoliły na ostateczne podjęcie decyzji dotyczącej optymalnego rozmieszczenia czterech silników. W październiku 1946 roku ukończono budowę drewnianej makiety naturalnej wielkości, która w grudniu tego samego roku została zaakceptowana przez państwową komisję makietową. W marcu 1947 roku przystąpiono do budowy prototypu przeznaczonego do prób w locie. 24 marca tego samego roku marszałek lotnictwa Konstantin Wierszynin zatwierdził ostateczny projekt. W lutym 1948 roku maszyna była ukończona i przygotowana do swojego pierwszego lotu. Z powodu braku silników TR-1A testy prowadzone na ziemi odbywały się z użyciem silników TR-1. W kolejnych planach zakładano użycie kolejnej wersji jednostki napędowej, silnika TR-2, jednak nim jeszcze dokonano oblotu prototypu, 12 czerwca 1948 roku cały program dalszej budowy samolotu został w całości anulowany. Ukończony jeden prototyp przekazano do Moskiewskiego Instytutu Lotniczego (Московский авиационный институт). Konkurencyjny Ił-22 wzniósł się w powietrze, ale jego program budowy również został przerwany.

## Konstrukcja
Su-10 był czteromiejscowym, całkowicie metalowym, wolnonośnym górnopłatem napędzanym czterema silnikami turboodrzutowymi. Silniki umieszczone były parami na skrzydłach, jeden nad a drugi pod płatem, przy czym dolny silnik był przesunięty do przodu względem silnika znajdującego się nad skrzydłem. Skrzydła proste o trapezowym obrysie i dużej zbieżności bez centropłata. Wyposażone w wyporowe klapy oraz lotki. Poruszanie wszystkimi powierzchniami sterowymi wspomagane było hydraulicznie co było nowością w konstrukcji radzieckich samolotów. Usterzenie klasyczne, wolnonośne ze skośnym usterzeniem pionowym (45°) i usterzeniem poziomym zamontowanym na 60% wysokości statecznika pionowego. Podwozie trójzespołowe, chowane, z podparciem przednim. Przedni, dwukołowy zespół chowany do wnęki w kadłubie, podwozie główne, dwa zespoły po jednym kole, chowane do wnęk w skrzydłach. Kadłub o konstrukcji półskorupowej z miejscami dla czterech członków załogi. W oszklonym dziobie samolotu mieściło się stanowisko nawigatora, nad nim pilota i strzelca obserwatora a na końcu kadłuba strzelca radiotelegrafisty. Przewidywano możliwość wspomagania startu maszyny przy pomocy czterech rakiet startowych U-5 o ciągu 1 150 kG każda.

## Uzbrojenie
Samolot mógł przewozić do 4000 kg bomb w komorach bombowych. Uzbrojenie strzeleckie składało się z jednego działka NS-23 kalibru 23 mm umieszczonego nieruchomo w dziobie samolotu z zapasem amunicji wynoszącym 130 pocisków. Dwóch 20 mm działek Berezin B-20E zainstalowanych w zdalnie sterowanym stanowisku (WT-2) na grzbiecie kadłuba z zapasem 225 pocisków na działko oraz dwóch B-20E w ogonowym stanowisku strzeleckim (KG-2) z zapasem pocisków po 350 sztuk na lufę.